# آيت موسى أو سالم آيت الحاج (آيت موسى أو سالم آيت قدور)
آيت موسى أو سالم آيت الحاج هو دُوَّار يقع بجماعة آيت يدين، إقليم الخميسات، جهة الرباط سلا القنيطرة في المملكة المغربية. ينتمي الدوّار لمشيخة آيت موسى أو سالم آيت قدور التي تضم 5 دواوير. يقدر عدد سكانه بـ 435 نسمة حسب الإحصاء الرسمي للسكان والسكنى لسنة 2004.

## وصلات خارجية
- البوابة الوطنية للجماعات الترابية
- المندوبية السامية للتخطيط